# جامعة بنغكولو
جامعة بنغكولو (بالإندونيسية: Universitas Bengkulu) هي مؤسسة تعليم عالي تقع في مدينة بنغكولو -عاصمة مقاطعة بنغكولو، إندونيسيا . افتتحت رسميا من قبل وزير التعليم والثقافة، أ. د. داود يوسف في 24 أبريل 1982.

## رؤساء الجامعة
|   | المدير                    | الفترة          |
| - | ------------------------- | --------------- |
| 1 | أ. د. سونيوتو سوموديهارجو | 1982 - 1986     |
| 2 | د. م. سوكوجو              | 1986 - 1990     |
| 3 | د. م. نيتزا أربي          | 1990 - 1995     |
| 4 | أ. د. ذوالكفل حسين        | 1995 - 2006     |
| 5 | أ. د. م. زين المؤتمر      | 2006 - 2013     |
| 6 | د. رضوان نورازي           | 2013 - حتى الآن |

## كليات

### دبلوم
- تربية معلمي روضة أطفال
- تربية معلمي مدرسة الابتدائية
- اللغة الإنجلزية
- المحاسبة
- علوم المكتبات
- إدارة الزراعة
- المختبر العلوم

### بكالوريوس
- كلية الزراعة
- كلية علوم الاجتماعية وعلوم السياسة
- كلية التربية وتعليم
- كلية الاقتصاد
- كلية القانون
- كلية الرياضيات والعلوم
- كلية الهندسة
- كلية الطب

### ماجستير
- الإدارة العامة
- القانون
- الإدارة
- تخطيط التنمية
- إدارة التعليم
- تربية اللغة الإندونيسية
- تقنية التربية
- إدارة وتمكين الموارد الطبيعية والبيئة
- تربية العلوم
- المحاسبة

### دكتوراه
- علوم الإدارة

## الوصلات الخارجية
- (بالإندونيسية) (بالإنجليزية) الموقع الرسمي للجامعة بنغكولو